# Euphorbia chaborasia
Euphorbia chaborasia är en törelväxtart som beskrevs av René Gombault. Euphorbia chaborasia ingår i släktet törlar, och familjen törelväxter. Inga underarter finns listade i Catalogue of Life.